# Ламар, Бо
Дуайт «Бо» Ламар (англ. Dwight "Bo" Lamar; родился 7 апреля 1951 года в Колумбусе, Огайо, США) — американский профессиональный баскетболист, выступал в Американской баскетбольной ассоциации, отыгравший три из девяти сезонов её существования, а также ещё один сезон в Национальной баскетбольной ассоциации.

## Ранние годы
Бо Ламар родился 7 апреля 1951 года в городе Колумбус (штат Огайо), там он посещал Восточную среднюю школу, в которой играл за местную баскетбольную команду.

## Студенческая карьера
В 1969 году поступил в университет Юго-Западной Луизианы, где в течение четырёх лет выступал за баскетбольную команду «SWL Бульдогс», в которой провёл успешную карьеру под руководством известного тренера Берила Шипли, набрав в итоге в 112 играх 3493 очка (31,2 в среднем за игру) и 405 подборов (3,6). При Бо Ламаре «Бульдогс» два раза выигрывали регулярный чемпионат конференции Southland (1972, 1973), а также дважды выходили в плей-офф студенческого чемпионата США (1972, 1973).
По количеству набранных очков за карьеру Ламар уступает только члену Зала славы баскетбола Питу Маравичу, который за время своих выступлений в NCAA за три сезона в 83 встречах набрал 3667 очков (44,2 в среднем за игру), однако команда «SWL Бульдогс» стала выступать в первом дивизионе ассоциации лишь с 1971 года, первые же два сезона играла в конференции побережья Мексиканского залива, посему Бо не вошёл в список самых результативных игроков первого дивизиона NCAA за карьеру. В сезоне 1971/1972 годов Ламар набрал в 29 матчах 1054 очка (36,3 в среднем за встречу), став самым результативным игроком первого дивизиона NCAA в отдельно взятом сезоне, а в сезоне 1972/1973 годов занял лишь шестое место, набрав в 28 матчах 808 очков (28,9 в среднем за игру). При нём «Бульдогс» установили рекордный для команды баланс побед и поражений (90 при 23) для четырёх сезонов, а в последних трёх сезонах «SWL» одержала 74 победы при 13 поражениях, проиграв в течение этого периода по этому показателю только «УКЛА Брюинз» (89 при 1).
Самый успешный период в истории команды «SWL Бульдогс» (в настоящее время «Луизиана Рэйджин Кэйджанс») пришёлся на момент студенческой карьеры Бо Ламара, когда она в первый и пока что последний раз в своей истории два года подряд выходила в 1/8 финала студенческого чемпионата США (1972, 1973), однако из-за многочисленных нарушений правил NCAA в августе 1973 года руководство ассоциации хотело вообще исключить её из числа участников турнира, а в итоге всего лишь были отменены результаты последних двух сезонов «Бульдогс», к тому же её не допустили до следующих двух сезонов, но санкции распространялись только на команду в целом, а индивидуальные достижения были оставлены. В 1972 году Бо был признан баскетболистом года конференции Southland, а также два года подряд включался в первую всеамериканскую сборную NCAA (1972, 1973). Кроме того 24 июля 1999 года он был включён в первую сборную двадцатого столетия Луизианы, в которую кроме него вошли вышеупомянутый Пит Маравич, а также Боб Петтит, Роберт Пэриш и Карл Мэлоун.

## Профессиональная карьера
Несмотря на то, что Бо был одним из лучших игроков конференции Southland, которая была поставщиком огромного числа баскетбольных талантов того времени, был обделён большим вниманием со стороны команд Национальной баскетбольной ассоциации и на драфте НБА 1973 года был выбран всего лишь в третьем раунде под общим 44 номером клубом «Детройт Пистонс», посему заключил соглашение с командой соперничающей с НБА Американской баскетбольной ассоциации «Сан-Диего Конкистадорс». Уже в своём дебютном сезоне Ламар набирал в среднем за игру по 20,4 очка, 3,5 подбора и 3,4 передачи, за что по его итогам был включён в сборную новичков лиги. Помимо этого данный сезон стал самым успешным в профессиональной карьере Бо, в котором его команда провела 84 матча, одержав 37 побед при 47 поражениях, заняв вместе с «Денвер Рокетс» четвёртое место в Западном дивизионе, после чего в дополнительном матче за право играть в плей-офф чемпионата переиграла «Рокетс» со счётом 131-111. В плей-офф турнира «Конкистадорс» уже в первом раунде в серии до четырёх побед проиграли клубу «Юта Старз» со счётом 2-4, сам же Бо по его итогам стал лучшим по результативности игроком своей команды, набрав в шести играх 165 очков (27,5 в среднем за игру).
В сезоне 1974/1975 годов Бо Ламар набирал в среднем за встречу по 20,9 очка, 3,1 подбора и 5,5 передачи, однако «Конкистадорс» в итоге заняли последнее место в Западном дивизионе и не попали в плей-офф турнира. Перед началом следующего сезона команда Ламара была переименована в «Сан-Диего Сэйлс», которая по его ходу была расформирована, после чего перешёл в клуб «Индиана Пэйсерс», в котором выступал до слияния АБА с НБА. В сезоне 1976/1977 годов Ламар играл за команду «Лос-Анджелес Лейкерс», которая в регулярном сезоне заняла первое место в Западной конференции, однако уступила в её финале будущему победителю турнира, команде «Портленд Трэйл Блэйзерс», со счётом 0-4, после чего он решил завершить свою спортивную карьеру.

## Статистика

### Статистика в НБА
| Сезон                                                                                    | Команда | Регулярный сезон | Регулярный сезон | Регулярный сезон | Регулярный сезон | Регулярный сезон | Регулярный сезон | Регулярный сезон | Регулярный сезон | Регулярный сезон | Регулярный сезон | Регулярный сезон | Серия плей-офф | Серия плей-офф | Серия плей-офф | Серия плей-офф | Серия плей-офф | Серия плей-офф | Серия плей-офф | Серия плей-офф | Серия плей-офф | Серия плей-офф | Серия плей-офф |
| Сезон                                                                                    | Команда | GP               | GS               | MPG              | FG%              | 3P%              | FT%              | RPG              | APG              | SPG              | BPG              | PPG              | GP             | GS             | MPG            | FG%            | 3P%            | FT%            | RPG            | APG            | SPG            | BPG            | PPG            |
| ---------------------------------------------------------------------------------------- | ------- | ---------------- | ---------------- | ---------------- | ---------------- | ---------------- | ---------------- | ---------------- | ---------------- | ---------------- | ---------------- | ---------------- | -------------- | -------------- | -------------- | -------------- | -------------- | -------------- | -------------- | -------------- | -------------- | -------------- | -------------- |
| 1976/77                                                                                  | Лейкерс | 71               |                  | 16,4             | 40,6             |                  | 67,6             | 1,3              | 2,5              | 0,8              | 0,0              | 7,1              | 10             |                | 10,9           | 29,3           |                | 90,0           | 0,9            | 1,4            | 0,3            | 0,0            | 3,3            |
|                                                                                          | Всего   | 71               |                  | 16,4             | 40,6             |                  | 67,6             | 1,3              | 2,5              | 0,8              | 0,0              | 7,1              | 10             |                | 10,9           | 29,3           |                | 90,0           | 0,9            | 1,4            | 0,3            | 0,0            | 3,3            |
| Наведите курсор мыши на аббревиатуры в заголовке таблицы, чтобы прочесть их расшифровку. |         |                  |                  |                  |                  |                  |                  |                  |                  |                  |                  |                  |                |                |                |                |                |                |                |                |                |                |                |

### Статистика в NCAA
| Сезон | Команда  | Conf      | Class | GP | GS | MPG | FG%  | 3P% | FT%  | RPG | APG | SPG | BPG | PPG  |
| --- | -------- | --------- | ----- | -- | -- | --- | ---- | --- | ---- | --- | --- | --- | --- | ---- |
| 1970/71 | Луизиана |           | SO    | 29 |    |     | 46,6 |     | 75,1 | 3,5 |     |     |     | 36,0 |
| 1971/72 | Луизиана | Southland | JR    | 29 |    |     | 45,2 |     | 73,1 | 2,7 |     |     |     | 36,3 |
| 1972/73 | Луизиана | Southland | SR    | 28 |    |     | 45,7 |     | 78,3 | 3,4 | 5,1 |     |     | 28,9 |
| Всего | Всего    | Всего     | Всего | 86 |    |     | 45,8 |     | 75,1 | 3,2 | 5,1 |     |     | 33,8 |
| Наведите курсор мыши на аббревиатуры в заголовке таблицы, чтобы прочесть их расшифровку Статистика приведена с сайта sports-reference.com |          |           |       |    |    |     |      |     |      |     |     |     |     |      |